# Ausbildungsreife
Als Ausbildungsreife wird der Entwicklungsstand junger Menschen bezeichnet, die für eine Berufsausbildung in Bezug auf ihre geistige und soziale Entwicklung bereit sind. Diese kognitive und soziale Reife beinhaltet die Kompetenz, den Anforderungen der Ausbildung und der Berufswelt gewachsen zu sein. Unklar ist, wem die Beurteilungsbefugnis darüber zustehen soll, ob ein junger Mensch „ausbildungsreif“ ist oder nicht, wie groß die Grauzone zwischen „Ausbildungsreifen“ und „Nicht-Ausbildungsreifen“ ist und wie flexibel die Bewertungskriterien sind.
Die Bundesagentur für Arbeit definierte 2006 den Begriff Ausbildungsreife folgendermaßen:

„Eine Person kann als ausbildungsreif bezeichnet werden, wenn sie die allgemeinen Merkmale der Bildungs- und Arbeitsfähigkeit erfüllt und die Mindestvoraussetzungen für den Einstieg in die berufliche Ausbildung mitbringt. Dabei wird von den spezifischen Anforderungen einzelner Berufe abgesehen, die zur Beurteilung der Eignung für den jeweiligen Beruf herangezogen werden (Berufseignung). Fehlende Ausbildungsreife zu einem gegebenen Zeitpunkt schließt nicht aus, dass diese zu einem späteren Zeitpunkt erreicht werden kann.“

Der Zustand der fehlenden Ausbildungsreife ist umfassender als der der bloßen Nicht-Eignung für einen bestimmten Beruf. Die Diagnose „fehlende Ausbildungsreife“ beschreibt die Unfähigkeit des so Bewerteten, irgendeinen Beruf zu erlernen.

## Konkrete Kriterien der Ausbildungsreife
In dem 2004 abgeschlossenen Nationalen Pakt für Ausbildung und Fachkräftenachwuchs in Deutschland wurde ein Kriterienkatalog aufgestellt, der Schulen und Fachkräften wie z. B. den Berufsberatern der Agenturen für Arbeit zur Beurteilung der Ausbildungsreife behilflich sein soll. Die Kriterien gelten als Mindeststandards für die Aufnahme einer Berufsausbildung:
- Schulische Basiskenntnisse (z. B. lesen, schreiben, mathematische und wirtschaftliche Grundkenntnisse)
- Psychologische Leistungsmerkmale (z. B. Sprachvermögen, logisches Denken, Merkfähigkeit, Bearbeitungsgeschwindigkeit, räumliches Vorstellungsvermögen)
- Physische Merkmale (z. B. altersgerechter Entwicklungsstand und gesundheitliche Voraussetzungen)
- Psychologische Merkmale des Arbeitsverhaltens und der Persönlichkeit (z. B. Durchhaltevermögen und Frustrationstoleranz, Kommunikations-, Kritik- und Konfliktfähigkeit, Selbständigkeit)
- Berufswahlreife (z. B. Selbsteinschätzungs- und Informationskompetenz)

Diese Kriterien werden durch Merkmale und Indikatoren näher bestimmt und mit Verfahren zur Feststellung ergänzt, um die Ausbildungsreife von Jugendlichen erkennen zu können. So wird im Kriterienkatalog beispielsweise der Bereich Psychologische Merkmale des Arbeitsverhaltens und der Persönlichkeit wie folgt näher bestimmt:

„Merkmal:
Durchhaltevermögen, Frustrationstoleranz
Beschreibung:
Der Jugendliche ist in der Lage, auch gegen innere und äußere Widerstände und bei Misserfolgen, ein Ziel oder eine Aufgabe in einem überschaubaren Zeitraum zu verfolgen.
Indikatoren/Kriterien:
- Er beendet eine übertragene Aufgabe erst, wenn sie vollständig erfüllt ist.
- Er erfüllt Aufgaben und Ziele, die einen kontinuierlichen Arbeitseinsatz erfordern.
- Er verfolgt ein Ziel/eine Aufgabe mit erneuter Anstrengung angemessen weiter, wenn vorübergehende Schwierigkeiten auftauchen oder erste Erfolge ausbleiben.
- Er kann äußere Schwierigkeiten, Rückschläge und belastende Ereignisse/Erfahrungen erkennen und Lösungsmöglichkeiten entwickeln.
- Er kann innere Widerstände reflektieren und konstruktiv bewältigen.

Verfahren zur Feststellung:
- Diagnostisches Gespräch
- Selbsteinschätzung
- Kopfnoten im Zeugnis
- Aussagen von Lehrern oder Eltern

Beispielfragen:
- Wie viel Zeit wenden Sie täglich für Ihre Hausaufgaben auf?
- Wenn Sie eine Aufgabe z. B. in Mathe nicht lösen können, wie handeln Sie?
- Angenommen, Sie hätten eine Klassenarbeit z. B. in Englisch mit enttäuschendem Ergebnis zurückbekommen, was löst das bei Ihnen aus?
- Nehmen Sie an AGs in der Schule teil, wenn ja an welcher und wie lange nehmen Sie schon teil?“

Neben dem Nationalen Pakt für Ausbildung und Fachkräftenachwuchs haben auch die Industrie- und Handelskammern in Nordrhein-Westfalen Kriterien festgelegt, anhand derer die Ausbildungsreife bestimmt werden kann und bezeichnen diese als
- fachliche Kompetenz,
- soziale Kompetenz und
- persönliche Kompetenz

Als Ausbildungsreife werden also Fähigkeiten und Tugenden bezeichnet, die berufsunspezifisch alle Jugendlichen für eine Ausbildung mitbringen sollen, die also vorab vorhanden sein müssen. Nimmt man eine strenge Unterscheidung zwischen Ausbildungsreife und beruflicher Eignung vor, so können die Kriterien der Ausbildungsreife auf soziale und persönliche Kompetenzen beschränkt werden. Diese sind i. d. R. unter dem Begriff Schlüsselqualifikationen subsumiert.
Es wird also erwartet, dass die Jugendlichen diese Fähigkeiten und Kompetenzen für eine Ausbildung mitbringen und diese demzufolge bereits in der Schule und im privaten Umfeld erlernt haben sollen. Den Schulen kommt hierbei eine zentrale Rolle zu; vor allem sie gelten als verantwortlich dafür, wenn Jugendliche nicht ausreichend auf das Berufsleben vorbereitet sind.

## Übergang Schule – Ausbildung
Schulabgänger, die keinen Ausbildungsplatz haben und/oder als nicht ausbildungsreif betrachtet werden, können bzw. müssen, sofern sie die Schulpflicht nicht erfüllt haben und keine andere weiterführende Schule besuchen, das Übergangssystem in Anspruch nehmen und ein Berufsvorbereitungsjahr absolvieren. Vorrangig ist hierzu das schulische Berufsvorbereitungsjahr (BVJ; in Baden-Württemberg wird dieses ab dem Schuljahr 2007/2008  in Verbindung mit einer konzeptuellen Neuausrichtung Berufseinstiegsjahr genannt). Die Agenturen für Arbeit bieten darüber hinaus eine berufsvorbereitende Bildungsmaßnahme (BvB) an, die seit 2004 auf Grundlage des „Fachkonzepts für berufsvorbereitende Bildungsmaßnahmen nach § 61 SGB III“ (Sozialgesetzbuch Drittes Buch – Arbeitsförderung) ausgerichtet ist. Kernelemente dieses Konzeptes sind verschiedene Stufen, die die Jugendlichen zu durchlaufen haben:
- Eignungsanalyse (Stärken-/Schwächenanalyse)
- Grundstufe (Berufsorientierung/Berufswahl)
- Förderstufe (Berufliche Grundfertigkeiten)
- Übergangsqualifizierung (berufs- und betriebsorientierte Qualifizierung)

Neben der Förderung der beruflichen Handlungsfähigkeit können auch formale Hürden wie ein fehlender Schulabschluss oder mangelnde Sprachkenntnisse behoben werden. Eine sozialpädagogische Begleitung sowie eine Bildungsbegleitung koordinieren und dokumentieren die Qualifizierungsverläufe der Jugendlichen. Die Entwicklung und Förderung von Schlüsselkompetenzen wird als Querschnittsaufgabe verstanden, die berufsübergreifend gefördert werden sollen.
Ziel ist die Vermittlung von erforderlichen Fähigkeiten, die für die Aufnahme einer Berufsausbildung als notwendig betrachtet werden sowie die nachhaltige Integration in den Ausbildungs- und/oder Arbeitsmarkt.

## Historischer Kontext des Reifediskurses
In der Mitte der 2000er Jahre schlugen arbeitgebernahe Kreise Alarm, indem sie die angebliche „Ausbildungsunreife“ vieler Schulabgänger kritisierten:

„Rund ein Viertel aller Schüler verlassen heute die allgemein bildenden Schulen ohne ausreichende Ausbildungsreife“

„50 Prozent der Schüler sind nicht ausbildungsfähig“

Diese Kritik wurde zu dem Zeitpunkt vorgetragen, an dem es in Deutschland eine Rekord-Arbeitslosenzahl gab und auch eine große Zahl Jugendlicher (nicht nur „ausbildungsunreifer“ Jugendlicher) keinen Ausbildungsplatz fand. Nicht zufällig begannen zu dieser Zeit auch die unter dem Sammelbegriff Agenda 2010 bekannt gewordenen Reformen des Arbeitsmarkts und des Sozialstaats.
Der zentrale Paradigmenwechsel der damaligen Reformen bestand darin, von der Idee wegzukommen, es gehe in erster Linie darum, sozial Schwache dauerhaft zu versorgen. Vielmehr müsse an ihre Eigenverantwortung appelliert werden im Sinne eines Systems des Förderns und Forderns.
Im Kontext der Agenda 2010 wurde allerdings streng („binär“) zwischen Erwerbsfähigen und Erwerbsunfähigen unterschieden. So wurde und wird das Konzept des Förderns und Forderns durch Aufnahme in das Übergangssystem nicht auf Personen angewendet, die als so schwer „behindert“ eingestuft wurden, dass sie die Möglichkeit bekamen, als „Menschen mit voller Erwerbsminderung“ in Werkstätten für behinderte Menschen (WfbM) oder in Tagesförderstätten aufgenommen zu werden, wo sie mangels Vermittelbarkeit auf dem Ersten Arbeitsmarkt nicht arbeitslos werden konnten (und bis heute vor Arbeitslosigkeit geschützt sind). Noch 2021 bezeichnete die Bundesagentur für Arbeit unter Berufung auf § 219 Abs. 1 Satz 3 SGB IX – dem zufolge nur „geeigneten“ Personen die Chance gegeben werden solle, sich für den allgemeinen Arbeitsmarkt zu qualifizieren – hierfür „ungeeignete“ Personen als „werkstattbedürftig“.
Während das Bundesministerium für Arbeit und Soziales 2018 argumentierte, dass „bei Personen, die den Eingangs- und Berufsbildungsbereich einer WfbM durchlaufen, […] die Dauerhaftigkeit der vollen Erwerbsminderung erst nach Beendigung des Berufsbildungsbereichs durch den Fachausschuss der WfbM festgestellt werden könne“ und deshalb kein Anspruch auf Zahlung einer Grundsicherung wegen Erwerbsminderung bestehe, entschied das Sozialgericht Gießen am 18. April 2018, dass auch bei Personen, die den Eingangs- und Berufsbildungsbereich einer WfbM durchlaufen, vom Vorliegen einer dauerhaften vollen Erwerbsminderung auszugehen sei.

## Kritik

### Unklare bzw. irreführende Begriffsbedeutung
Die Bundesagentur für Arbeit kritisierte bereits 2006, dass sie mit der Klage vieler Betriebe, keine „geeigneten Bewerber“ finden zu können, oft nichts anfangen könne: Es werde nicht deutlich, „weshalb die Jugendlichen ‚nicht geeignet‘ sind – ob es an der mangelnden Ausbildungsreife, an der fehlenden Eignung für den jeweiligen Beruf oder an den spezifischen Anforderungen des Betriebes für die konkrete Stelle oder an sonstigen, nicht eignungsabhängigen Vermittlungshemmnissen liegt.“

### Falsche Gleichsetzung der Attribute „unbrauchbar“ und „unreif“
Rolf Dobischat u. a. kritisieren: „Es geht nicht (nur) um die Feststellung, was Jugendliche können, über welche Kompetenzen sie (nicht) verfügen, wenn sie das System Schule verlassen haben, sondern was hier (vor allem auch) festgestellt wird, ist die Auskunft der Unternehmen, dass ein erheblicher Teil der Schüler im Beschäftigungssystem von ihnen aktuell nicht gebraucht wird, was dann als generell ‚mangelnde Brauchbarkeit‘ dieser jungen Menschen bezeichnet wird.“

### Abnahme der Leistungsfähigkeit und der psychischen Reife junger Menschen
Das Bundesinstitut für Berufsbildung hat im Jahr 2005 eine Befragung unter 500 Experten zum Thema Mangelnde Ausbildungsreife durchgeführt, die unterschiedliche Meinungen und Thesen hervorbrachte. Die Annahme, der Anteil ausbildungsunreifer Schulabgänger nehme zu, ist weit verbreitet. Der umstrittene Jugendpsychiater Michael Winterhoff behauptete 2018 sogar, dass Kinder und Jugendliche generell „psychisch nicht mehr so reif“ seien, „wie sie es vom Alter her sein müssten – mit drei Jahren nicht mehr kindergartenreif, mit sechs Jahren nicht mehr schulreif und mit 16 nicht mehr ausbildungsreif.“ Die soziale Reife trete in westlichen Ländern in der Gegenwart mit zeitlicher Verzögerung ein. Die US-amerikanische Psychologin Jean Twenge sieht 2018 in ihrem Buch Me, My Selfie and I die Hauptursache hierfür im ständigen Umgang mit Smartphones in der von ihr so genannten „iGeneration“. 18-Jährige verhielten sich heute wie früher 15-Jährige, 13-Jährige wie früher 10-Jährige. Sie gingen seltener ohne ihre Eltern aus, sie tränken weniger Alkohol, sie hätten später und weniger Sex. Twenge führt die Entwicklungsverzögerungen vor allem darauf zurück, dass junge Menschen, die viel Zeit mit dem Smartphone verbrächten, zu wenige Erfahrungen im analogen Leben sammelten.
Bereits 2005 wurde aber kritisiert, dass „es keine ausreichende empirische Evidenz für eine gesunkene Ausbildungsreife gibt. Ebenso lässt sich nicht durch die arbeitgeberseitigen Untersuchungen auf generelle Leistungsdefizite schließen, da sie Kompetenzerweiterungen in anderen Feldern nicht berücksichtigen“.
Kritiker verweisen auf die enorm gestiegene Komplexität der Arbeitswelt, wodurch die Anforderungen in den Ausbildungsberufen und die Ansprüche der Betriebe gegenüber den Jugendlichen gewachsen seien. Es werde erwartet, dass Arbeitgeber die Jugendlichen ihrem Entwicklungsstand entsprechend abholen und auf den Beruf vorbereiten. Ruth Enggruber verwies 2006 auf Forschungsergebnisse, die besagen, dass eine inklusive Berufsausbildung, bei der auch ausbildungsinteressierte Jugendliche mit schwachen Schulabschlüssen unmittelbar nach Schulende eine Berufsausbildung aufnehmen, meistens mit günstigeren Bildungsverläufen verbunden sei als ein vorgeschalteter Besuch im Übergangsbereich.

### Problematik des „Reife“-Begriffs
Der Begriff „Reife“ findet vor allem in der Biologie Anwendung: Unter normalen Bedingungen reifen Früchte heran, wenn die Zeit dafür gekommen ist, und ebenso erreichen die meisten Kinder (außer denen, die frühzeitig sterben) die Phase der Pubertät, und zwar durch den bloßen Ablauf von Zeit. Die Annahme, auch Ausbildungsreife entstehe mit der Zeit (wenn auch eventuell verspätet) von selbst, und jugendliche „Ausbildungsunreife“ seien bloß Spätentwickler, wird allerdings von vielen als biologistischer Fehlschluss bewertet. Die Unsinnigkeit dieser Annahme zeige sich allein schon daran, dass z. B. fehlende Rechtschreib- und Rechenfähigkeiten sich nie „von selbst“ einstellten, sondern aktiv erworben werden müssten. Ähnliches gelte für andere Symptome mangelnder Ausbildungsreife. „[D]ie Ausbildung [soll] eine Reife herstellen für etwas.“, betont Stefan Sell.
Achim Gilfert kritisiert die Praxis der Beurteilung von Ausbildungsreife durch die Arbeitsagenturen: Das Urteil „ausbildungs(un)reif“ „ist keine Feststellung, sondern eine durch eine subjektive Interpretation von Antworten verursachte Zuweisung von Ausbildungsreife, welche unter verschiedenen Einflüssen (z.B. Stimmung, Motivation, individuelle Einstellung, Vorkenntnisse [des Fragers] und örtliche Rahmenbedingungen, wie z. B. Lärm) zustande kommt. […] Die Zuweisung ist von verschiedenen Fragern nicht reproduzierbar.“ Ein zu Beurteilender ist also nicht reif, sondern ihm wird per Gutachten oder Zertifikat „Reife“ bescheinigt.
Darüber hinaus ist „Reife“ im Zusammenhang mit Prüfungsergebnissen Gilfert zufolge nur ein anderes Wort für die Berechtigung, eine (Aus-)Bildungseinrichtung zu besuchen bzw. einen bestimmten Beruf auszuüben. „So berechtigt [z.B.] eine ‚Fachoberschulreife‘ zum Besuch einer ‚Fachoberschule‘, auf welcher man eine ‚Fachhochschulreife‘ erwirbt. Damit ist man zur Aufnahme eines Fachgebundenen Studiums berechtigt.“ Die mit einer erfolgreich bestandenen Abiturprüfung (einer „Reifeprüfung“, latinisiert: „Matura-Examen“) verbundene „Allgemeine Hochschulreife“ garantiert weder, dass der betreffende Abgänger vom Gymnasium menschlich reif sei noch dass er in der Lage sei, das von ihm gewählte Studium erfolgreich abzuschließen.

### Verkennung der Erziehungsfunktion von Ausbildern
Stefan Sell weist darauf hin, dass viele ältere Inhaber von Handwerksbetrieben selbst ihre Lehre mit 14 Jahren begonnen hätten und damals folgerichtig von ihren Lehrherren „wie Kinder“ behandelt worden seien. Eine Erziehungsfunktion hätten Ausbilder auch heute noch. „[D]ie erzieherische Funktion […] hat man in Zeiten des Überflusses [an Bewerbern um Ausbildungsstellen] sozusagen ‚weggemängelt‘, aufgrund der Tatsache, dass man sich immer bei den Besseren bedienen konnte, und jetzt wird man wieder zurückgeworfen auf diese, in meinen Augen ureigene Funktion einer betrieblichen Ausbildung, dass gerade dort, wenn Sie an Handwerk denken oder an Drittberufe, dass dort oftmals die Gesellen und die Meister auch ein Stück Vaterersatz sind, Familienersatz sind, und diese Funktion, die müsste jetzt wieder stärker zum Vorschein kommen.“

### Trittbrettfahrermentalität in vielen Betrieben
Die Gewerkschaft Erziehung und Wissenschaft kritisiert, dass sich trotz der Absichtsbekundungen der Wirtschaft in den 2000er Jahren im Zeitraum zwischen 2011 und 2016 der Anteil der Unternehmen in Deutschland, die sich an der Berufsausbildung beteiligen, von 25 auf 20 Prozent verringert habe. Das Schrumpfen der Berufsbildung sei „angebotsinduziert“ und nicht darauf zurückzuführen, dass die Wirtschaft keine Bewerber fände. Aus der Sicht des Deutschen Gewerkschaftsbundes bilden die Betriebe immer noch nicht genügend Jugendliche aus, so dass es junge Menschen ohne „Ausbildungsreife“ de facto nicht leichter als in den 2000er Jahren hätten, einen Ausbildungsplatz zu erhalten.
Demnach sei die Behauptung, Bewerber, die es durchaus gebe, müssten mangels Ausbildungsreife abgelehnt werden, oft eine Ausrede von Betrieben, die lieber fertig ausgebildete Fachkräfte einstellen wollten, als selbst Fachkräfte auszubilden.

## Ausbildungsreife im Zeitalter des Inklusionsgebots
Im Jahr 2021 bewerteten Ruth Enggruber, Frank Neises, Andreas Oehme, Leander Palleit, Wolfgang Schröer und Frank Tillmann Angebote im Übergangsbereich Schule-Beruf auf der Grundlage des Art. 24 (Recht auf Bildung) des Übereinkommens über die Rechte von Menschen mit Behinderungen der Vereinten Nationen (auch UN-Behindertenrechtskonvention genannt), das seit 2009 für Deutschland Rechtskraft besitzt. Solange diese Angebote „die herrschenden Bedingungen des Ausbildungs- und Arbeitsmarktes, die bestimmte Gruppen von Jugendlichen strukturell exkludieren, gleichfalls strukturell ausgleichen und damit diese Exklusionsmechanismen letztlich perpetuieren, sind sie als menschenrechtlich nicht gerechtfertigtes Sondersystem einzustufen. Anders wäre es nur, wenn der Übergangsbereich ein Regelinstrument für alle Jugendlichen wäre, den junge Menschen nach dem Ende ihrer Schulzeit standardmäßig auf dem Weg zu einem berufsqualifizierenden Abschluss durchlaufen, er also zu einem ‚normalen‘ Lebenslauf gehört. Denn in einem genuin inklusiven (Berufs-)Bildungssystem im Sinne der UN-BRK gilt ein solcher Übergangsbereich entweder für alle Jugendlichen – oder er ist überflüssig. Die bloße Notwendigkeit der Existenz eines solchen Bereichs, der für bestimmte Gruppen von Jugendlichen Brücken über bestehende Lücken zwischen Schule und Beruf schlagen muss, zeigt an, dass das vorhandene Regelsystem der Berufsausbildung nicht für alle Jugendlichen zugänglich und damit nicht inklusiv – jedenfalls nicht im Lichte der UN-BRK – ist.“
Vom 2016 beschlossenen Bundesteilhabegesetz geht ein Druck aus, dem Recht von Menschen mit gravierenden Beeinträchtigungen auf Teilhabe, auch am Arbeitsleben, mehr Geltung zu verschaffen. Das Übereinkommen über die Rechte von Menschen mit Behinderungen der Vereinten Nationen bestimmt in Art. 27: „Die Vertragsstaaten anerkennen das gleiche Recht von Menschen mit Behinderungen auf Arbeit; dies beinhaltet das Recht auf die Möglichkeit, den Lebensunterhalt durch Arbeit zu verdienen, die in einem offenen, integrativen und für Menschen mit Behinderungen zugänglichen Arbeitsmarkt und Arbeitsumfeld frei gewählt oder angenommen wird.“
Die Gewerkschaft Erziehung und Wissenschaft (GEW) behauptet, dass nach der Unterzeichnung der UN-Konvention „[e]ine binäre Kategorisierung von Menschen in jene mit ‚Behinderung‘, ‚Benachteiligung‘ oder ‚Ausbildungsreife‘ oder ‚besonderem Förderbedarf‘“ und solche ohne diese Merkmale „unmöglich“ sei. Damit erübrigten sich auch individualisierende Zuschreibungen wie „behindert“, „benachteiligt“ und somit auch „nicht ausbildungsreif“. Die Debatte über die Reform des Übergangssystems in den beruflichen Schulen könne deshalb nicht losgelöst von der Inklusionsdebatte geführt werden. Dieser Sichtweise steht die Regelung des § 19 Abs. 1 SGB III entgegen, demzufolge zwar auch „Lernbehinderte“ (zusammen mit anderen Menschen mit Behinderung) zu dem Personenkreis gehören, deren Teilhabe am Berufsleben der Staat fördern muss. Jugendliche, die nicht eine Behinderung bescheinigt bekommen haben, genießen dieses Privileg aber nicht.
Umstritten ist die Frage, ob in der Praxis der Benachteiligtenförderung trotz der o. g. scharfen Grenzziehung zwischen Erwerbsfähigen und Erwerbsunfähigen der Begriff „inklusive Berufsausbildung“ nur auf Jugendliche mit einer bescheinigten Behinderung oder auf alle Jugendlichen angewandt werden soll, die auf dem Ausbildungsmarkt scheitern. Die Bundestagsfraktion der Linken forderte am 11. Mai 2016: „Inklusion in der Berufsausbildung muss zum Ziel haben, dass junge Menschen mit und ohne Behinderungen und ungeachtet anderer Benachteiligungen, die aus den konkreten Lebensumständen oder der individuellen Situation erwachsen, das gleiche Recht auf berufliche Aus- und Weiterbildung haben.“ Ruth Enggruber und Joachim Gerd Ulrich warnen davor, dass „die Umsetzung eines weiten Inklusionsverständnisses […] mit so grundlegenden institutionellen Veränderungen verbunden [wäre], dass erhebliche Skepsis und Widerstände bezogen auf ihre politische Umsetzbarkeit zu erwarten“ wären.
Auch in Anbetracht des Umstandes, dass seit der Mitte der 2010er Jahre viele Firmen in Deutschland gelegentlich keine Bewerbungen für offene Ausbildungsstellen erhalten, erklärten 2017 80 Prozent der vom Deutschen Industrie- und Handelstag befragten Unternehmen, sie seien bereit, lernschwächeren Jugendlichen Ausbildungschancen zu geben und ihnen im Betrieb Nachhilfeunterricht zu erteilen. Stefan Sell erklärt das damit, dass die Erwartungen der Wirtschaft hinsichtlich der „Reife“ der Bewerber nicht konstant seien, sondern sich der Lage auf dem Arbeitsmarkt anpassten. Allerdings gibt es kaum Engagement privater Betriebe, junge Leute in einer Art „Lehre light“ zum Fachpraktiker auszubilden. Solche Ausbildungsgänge werden fast ausschließlich vom Staat angeboten.